# Ventraal

De neuraxis bij een mens en hond

Ventraal, Latijn: venter, buik, is de plaatsaanduiding van een lichaamsonderdeel aan de buikzijde, de voorkant van het lichaam, als het lichaam zich in de anatomische houding bevindt. De tegenovergestelde ligging is dorsaal.
Deze verdeling tussen rug- en buikzijde komt tot stand door een imaginaire lijn, de neuraxis, in zoogdieren van kop naar staart te trekken. Ventraal is het deel van het lichaam, dat aan de kant van de buik van de neuraxis, voor de neuraxis, ligt, dorsaal het deel dat aan de kant van de rug ligt. Het is opmerkelijk, dat het hele bovenste gedeelte van de hersenen tot het dorsale gedeelte wordt gerekend. Dit komt doordat de mens rechtop loopt, in tegenstelling tot bijvoorbeeld een krokodil, die op vier poten loopt en waarbij de bovenkant van het hoofd aan de rugzijde ligt. Bij mensen loopt de neuraxis in het hoofd hierdoor niet rechtdoor, maar maakt een bocht van 90 graden om te eindigen bij het voorhoofd.

## Voorbeelden
- De tenen liggen bij de voet ventraal, de hiel dorsaal.
- De navel ligt bij veel zoogdieren ventraal.

superior · inferior · anterior · posterior 

craniaal · rostraal · caudaal 

proximaal · distaal 

ventraal · dorsaal · lateraal · mediaal
coronaal · sagittaal · mediaan · transversaal 

nasaal · temporaal · occipitaal 

contralateraal · ipsilateraal · bilateraal · unilateraal 

afferent · efferent